# Кіндеркулево
Кіндерку́лево (рос. Киндеркулево, башк. Киндеркүл) — присілок у складі Чекмагушівського району Башкортостану, Росія. Входить до складу Урняцької сільської ради.
Населення — 245 осіб (2010; 284 у 2002).
Національний склад:
- башкири — 65 %
- татари — 34 %